# Estació de Vallcarca
Vallcarca és una estació de la L3 del Metro de Barcelona situada sota l'avinguda de Vallcarca al districte de Gràcia de Barcelona i es va inaugurar el 1985.
| Metro de Barcelona     |         |                                              |           |                        |
| Procedència/Destinació | <       | Línia                                        | >         | Procedència/Destinació |
| Zona Universitària     | Lesseps | Logotip de la Línia 3 del metro de Barcelona | Penitents | Trinitat Nova          |

## Accessos
- Avinguda República Argentina
- Avinguda de Vallcarca (just sota el pont de Vallcarca)